# École de Mars
 (janvier 2018).
Si vous disposez d'ouvrages ou d'articles de référence ou si vous connaissez des sites web de qualité traitant du thème abordé ici, merci de compléter l'article en donnant les références utiles à sa vérifiabilité et en les liant à la section « Notes et références ».
 (janvier 2018).
L'École de Mars est une école dispensant un enseignement militaire et civique pendant la Révolution française. Également nommée le « Champ de Mars », elle fut installée aux Portes de Paris et du Bois de Boulogne.

## Création de l'école
Créée par décision de la Convention nationale du 13 prairial an II (1er juin 1794), l'École de Mars est installée dans la plaine des Sablons, à Neuilly-sur-Seine, aux portes de Paris. Elle doit recevoir de jeunes citoyens, six par district, choisis parmi les fils de sans-culottes. Il est prévu qu'ils y reçoivent une instruction militaire, afin de fournir les cadres de l'Armée, mais aussi qu'ils soient formés « à toutes les vertus républicaines. L’École exercera ces jeunes gens à la Fraternité, à la Discipline, à la Frugalité, à l'Amour de la Patrie et à la Haine des rois ».
En vertu de ce décret, qui reçut une rapide exécution le Camp-des-Sablons se vit promptement peuplé de 3 468 adolescents désignés sous le titre d'élèves de l'École de Mars et qui, pour devenir « braves comme Décius, vertueux comme Aristide et tacticiens comme Xénophon » n'avaient qu'à suivre l'exemple et les leçons de leurs instituteurs.
Les représentants du peuple Jean-Pascal Charles de Peyssard et Philippe-François-Joseph Le Bas sont chargés de l'administrer par arrêté du comité de salut public du 14 prairial (2 juin). Après le 9 Thermidor (27 juillet), Le Bas, qui s'est suicidé, est remplacé par Jacques Brival le 15 thermidor (2 août), puis Louis-Bernard Guyton-Morveau le 26 thermidor (13 août). Le 27 fructidor (13 septembre), un décret renouvelle les représentants près le camp des Sablons ; le lendemain, elle nomme Marie-François Moreau et Alexis-Joseph Bouillerot-Demarsenne.

## Installation du Champ de Mars
Dans les derniers jours de juin 1794, les habitants de Neuilly furent vivement intéressés par les travaux que la Convention faisait faire dans la plaine des Sablons, tout contre la Porte Maillot.

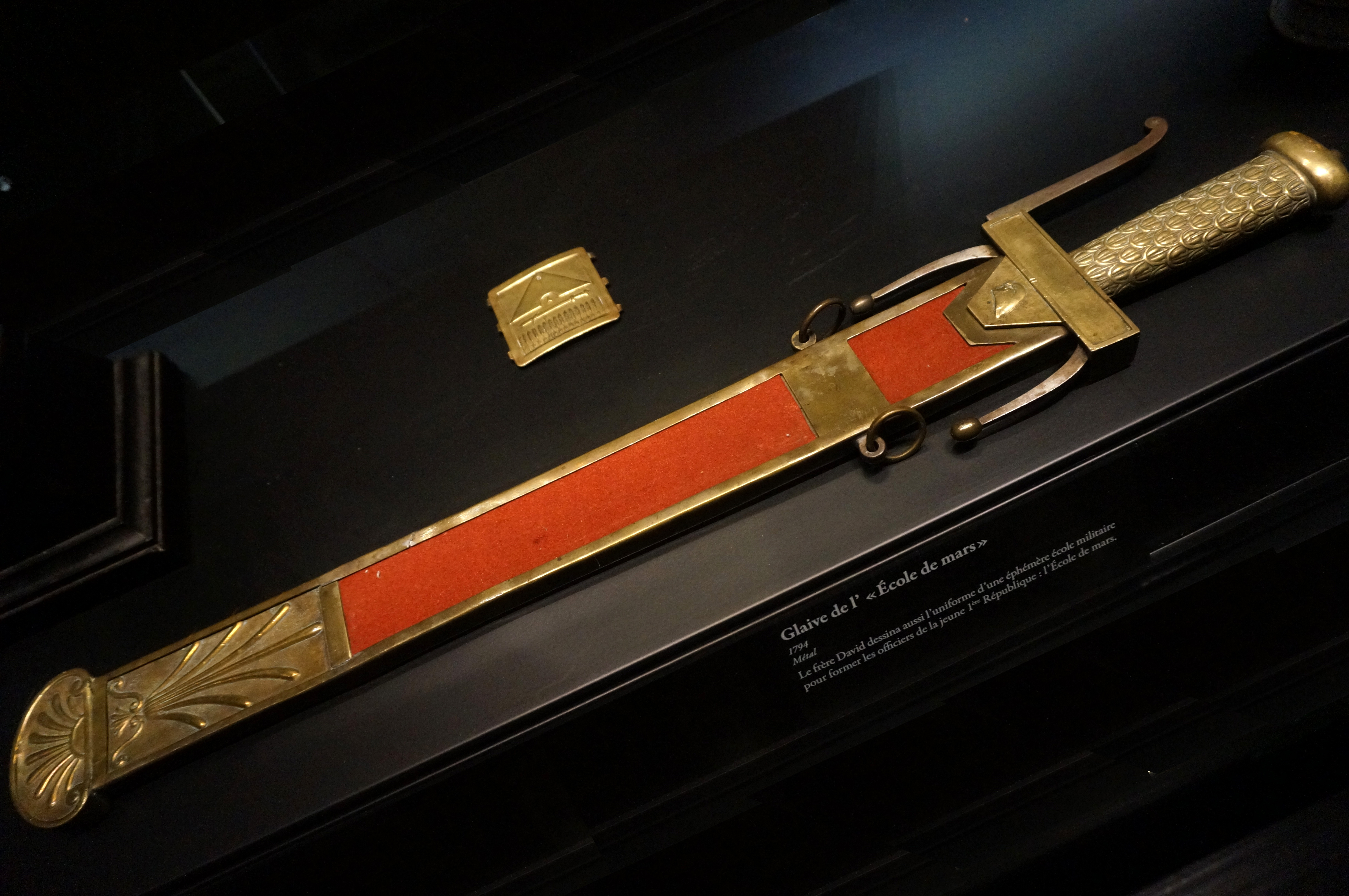
Épée de l'École de Mars
dessinée par David.

On construisait des hangars le long du mur du Bois de Boulogne, et, un peu plus loin, des baraques en planches, on montait des tentes, on dressait des kilomètres de palissades peintes en bleu, blanc et rouge ; et, au bout de quelques jours, un camp se dressait exactement sur l'emplacement occupé aujourd'hui par le rond-point de la Porte Maillot, les rues de Chartres, de Sablonville et l'avenue de Neuilly jusqu'au-delà de la place du Marché.
Les habitants de Neuilly, pour se rendre dans la capitale, étaient contraints de faire un grand détour par les Ternes. Et encore, il ne fallait pas trop s'approcher des palissades, fût on même père ou mère d'élèves, sous peine de s'entendre brutalement inviter à passer au large par des invalides qui avaient leur corps de garde dans une maison de la Porte Maillot.[réf. nécessaire][style à revoir]
Le public ne put donc assister que de loin le 13 prairial an II (8 juillet 1794) à l'arrivée sensationnelle des élèves recrutés dans tous les coins de la France, les uns costumés en gardes nationaux, les autres à la mode de leur province — la plupart étaient fils d'artisans et de cultivateurs.

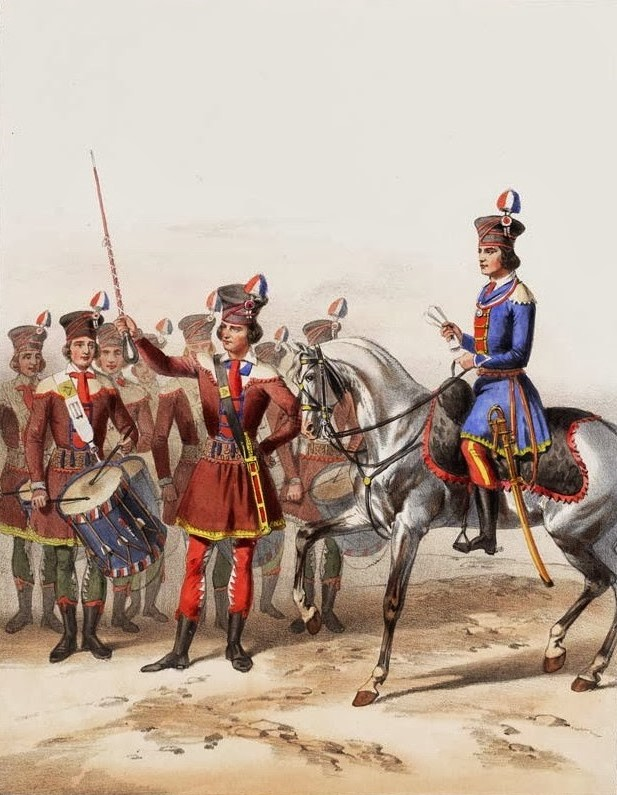
Uniforme des élèves
dessiné par David.

## Uniforme
Leur arrivée au camp se fit par une porte ouverte dans le mur du parc, qui s'appelait la Porte Rouge. Là, invités à se déshabiller et à lui remettre l'argent qu'ils avaient sur eux, en échange d'un reçu en bonne forme, les élèves touchèrent un bonnet de police, une blouse de coutil blanc nommé sarrau, un pantalon et un gilet de velours, en attendant que fussent prêts les étonnants uniformes mi-romains, mi-écossais, que David avait dessinés pour eux : leurs fameux costumes verts, noirs, bruns, gris, grotesques de couleurs et de coupe, fournis par les drapiers des Halles — ce qui les faisaient comparer à l'armée turque. Leurs tuniques à la polonaise, ornée de nids d'hirondelles en guise d'épaulettes, et de brandebourgs ; gilet à châle ; fichu à la Colin, comme cravate ; pantalon collant pénétrant dans des demi-guêtres de toile noire ; shako empanaché ; sabre à la romaine et giberne à la Corse[réf. nécessaire]. Un perruquier de Neuilly fut requis pour tondre à la Titus à un pouce de la peau, toutes ces têtes brunes et blondes, pour les catogans et les frisures.[style à revoir] La toilette terminée, on les groupa par décuries, fractions de dix hommes ; dix décuries formèrent une centurie ; dix centuries, une millerie — à l'instar de l'armée romaine.

## Fonctionnement
Les titres de millerion, de centurion et de décurions étaient successivement portés par ceux des élèves que la voix du sort désignait pour exercer, de concert avec les véritables chefs, les fonctions attachées à ces grades, mais seulement pendant le cours de la décade honneurs transitoires et factices dont les jeunes titulaires « s'acquittaient souvent de leurs fonctions avec une gravité comique et en se donnant des airs d'importance »[réf. nécessaire].
La vie au camp était en somme fort dure, les gamins couchaient sous la tente ; à cinq heures du matin un coup de canon les réveillait en douceur, roulement de tambours, tantara de trompettes. Tout le monde debout. En place pour l'exercice — sans rien dans l'estomac — jusqu'à neuf heures. Après un moment de repos et une collation à neuf heures, ils s'exercent au maniement de la pique, à l'armement et l'entretien d'un fusil, à l'art de la poudre, du chargement d'un canon de tir[réf. nécessaire].
À midi, leur déjeuner se compose d'un demi-litre de légumes secs, haricots et fèves, et d'une livre et demie de pain, avec un peu de porc — menu remplacé par une livre de bœuf, du chou, du riz et des pommes de terre chaque décadi et, comme boisson, de l'eau coupée de vinaigre ou de réglisse.
Souper à cinq heures et à sept heures et demie du soir, coup de canon pour l'extinction des feux. En dehors des exercices, on cherchait à instruire ces jeunes citoyens dans les sciences se rattachant à l'art de la guerre, quoique bon nombre d'entre eux ne surent ni lire ni écrire.
Les cours ont lieu sous une grande tente, sont donnés par les plus grands savants de l'époque : Claude Louis Berthollet, Antoine-François Fourcroy, Louis-Bernard Guyton-Morveau, Jean Henri Hassenfratz, Gaspard Monge, et comprennent les fortifications et les sapes, la physique et la chimie, la justice et l'administration militaire.
Quant à l'ordre et à la discipline qui régnaient à l'intérieur du camp, il faut bien le dire, ce chapitre laissait particulièrement à désirer[réf. nécessaire].

## Fermeture de l'école
Ses opposants étaient convaincus que Robespierre recruterait bientôt sa garde prétorienne parmi ces petits jacobins. Après le 9-thermidor, le personnel est épuré de ses éléments robespierristes, à la suite d'un décret proposé par Jean-Lambert Tallien.
La Convention thermidorienne décide, le 2 brumaire an III (23 octobre 1794), sa fermeture, qui se déroule du 3 au 15 brumaire et les élèves sont renvoyés chez eux. Plus tard, on retrouvera plusieurs de ceux-ci dans les registres de contrôle des troupes comme sous-officiers ou officiers jusqu'à l'Empire.